# 국가보안위원회 (불가리아)

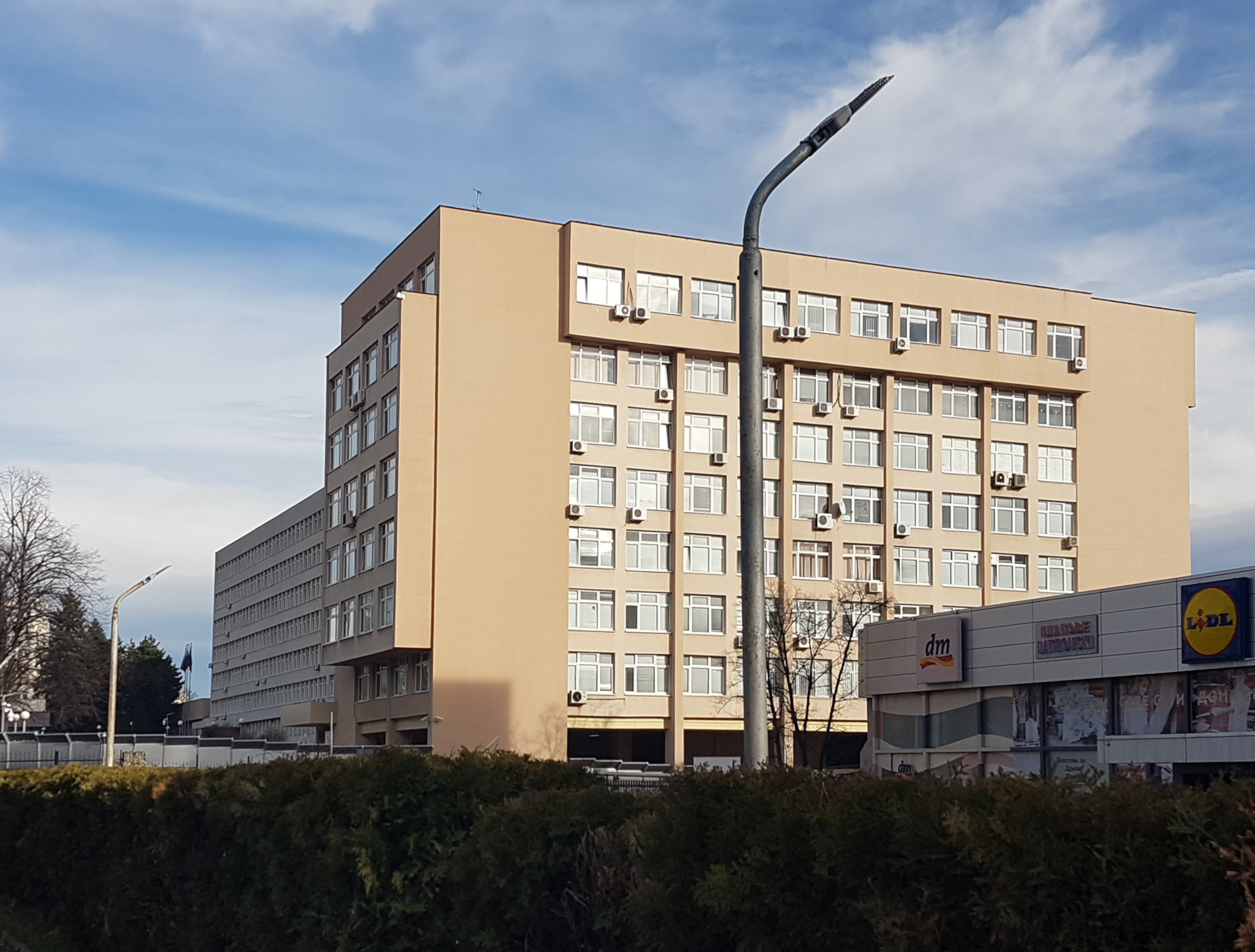
불가리아 국가보안위원회 청사

국가보안위원회(불가리아어: Държавна сигурност, ДС)는 1925년부터 1990년까지 운영된 불가리아의 정보기관으로, 불가리아 왕국과 불가리아 인민공화국 시대에 운영되었다. 

## 개요
1925년 불가리아 왕국이 비밀경찰로 설립했으며, 1946년 불가리아 왕국이 붕괴될 때까지 반대파에 대한 대규모 박해를 시행했다. 1946년 불가리아 공산당이 주도하는 불가리아 인민공화국이 수립되자 이 단체의 임무가 축소되어 불가리아 인민군에 이관되었다.
그러나 1965년 불가리아 쿠데타 미수와 1968년 바르샤바 조약군의 체코슬로바키아 침공으로 인해 토도르 지프코프는 자신의 권력 유지에 큰 위협을 느꼈다. 그는 국가보안위원회의 권한을 대폭 강화하였고 프라하의 봄과 같은 반정부 소요 사태가 발생할 것을 두려워하였고, 소련의 KGB를 모방해 이 조직을 정보기관으로 재편하였다.

## 공작 활동
이 조직의 본격적인 활동은 불가리아 공산당에 만연한 마오주의 요소를 제거하는 것이었다. 대규모 정치 공작의 결과 중화인민공화국에 우호적인 친마오주의 파벌들이 모두 제거되었다.
1968년 프라하의 봄으로 위기를 느낀 국가보안위원회는 국외에 거주하는 반체제 인사들을 겨냥한 대규모 암살 작전을 시작했고, 그 결과 불가리아의 유력 반체제 인사인 게오르기 마르코프가 사망하였다.
1971년 국가보안위원회는 콘스탄티노폴리스 세계 총대주교청에 방화를 일으키고 터키인을 방화범으로 지목하여 그리스와 튀르키예 간의 분쟁을 일으키기 위한 정치 공작을 계획하였으나, 모종의 이유로 시행되지 않았다.
1980년대 국가보안위원회는 본격적인 적극조치공작을 시행하였고, 불가리아의 무슬림들에 대한 음모론을 조장하며 이슬람교를 공격하는 행동에 착수했다.

## 논란
국가보안위원회가 해체된 이후 이 조직이 불가리아에서 발생한 각종 조직범죄에 가담했다는 의혹이 제기되었다. 2006년 음모론자들은 국가보안위원회 의 활동을 무기 밀수와 마약 거래와 연관지었으나, 당국은 제기된 의혹들을 모두 부인하였다.